# Golfo di Messenia
Il golfo di Messenia (in greco Μεσσηνιακός Κόλπος?) è un golfo che fa parte del mar Ionio. Il golfo è circoscritto dalle coste meridionali della Messenia e da quelle sudoccidentali della penisola della Maina in Laconia. Le sue estremità sono l'isola di Venetiko a ovest e Capo Matapan a sudest. La riva occidentale è in gran parte pianeggiante, fertile e ben sviluppata, mentre quella orientale è dominata dalle falde del monte Taigeto e in confronto rocciosa e di difficile accesso, con pochi insediamenti.
Il fiume Pamiso sfocia nel golfo vicino a Calamata, che ne è il centro maggiore.

## Località che si affacciano sul golfo
- Corone - ovest
- Longa - ovest
- Petalidi - nordovest
- Messene - nordovest
- Calamata - nordest
- Kardamyli - est
- Stoupa - est
- Agios Nikolaos - est
- Trahila - sudest
- Areopoli - sudest
- Gerolimenas - sudest

Sulla costa occidentale del golfo, alla sua estremità, s'incontrava anche l'antica città di Asine.